# À deux c'est mieux
À deux c’est mieux (russe : Oba louchtche ; Oba louchtche : « Les deux sont mieux ») est une nouvelle d’Anton Tchekhov, parue en 1885.

## Historique
À deux c’est mieux est initialement publié dans la revue russe Les Éclats, no 13, du 30 mars 1885, sous le pseudonyme A.Tchekhonte.

## Résumé
Les jeunes mariés font les visites à la famille et aux connaissances après la noce. Lui est mal à l’aise, car de son côté, ce n’est guère reluisant, alors que du côté de sa femme, il y a une baronne et une générale. Il a honte.
On commence par Poupkine, oncle du marié. Il vit en robe de chambre, le divan est cassé et le piano en piteux état. Il prédit du bonheur au jeune homme tant qu’il n’y a pas d’enfant : « Dieu merci, ma femme a accouché d’une fois sur deux d’un enfant mort ». Puis, l’oncle parle de ses hémorroïdes. Le jeune homme invente un prétexte pour partir précipitamment.
En route pour la seconde visite, le jeune marié présente ses excuses pour le comportement de son oncle. La jeune mariée pleure. Elle voit que son mari ne supporte pas les petites gens et lui explique que sa mère était économe chez la baronne et que la générale demande l’aumône.
Soulagé, le jeune marié embrasse sa femme.  

## Édition française
- À deux c’est mieux, traduit par Madeleine Durand et Edouard Parayre, Les Éditeurs Français Réunis, 1955, numéro d’éditeur 431.